# 棕腹树鹊
棕腹树鹊（学名：Dendrocitta vagabunda），是鸦科树鹊属的一种，分布于巴基斯坦、不丹、孟加拉国、老挝、新加坡（引进种）、越南、印度、泰国、缅甸、尼泊尔和柬埔寨。该物种的保护状况被评为无危。
棕腹树鹊的平均体重约为110.0克。栖息地包括城市、亚热带或热带的湿润低地林、亚热带或热带的旱林、亚热带或热带的湿润山地林和耕地。该物种的模式产地在印度加尔各答。

## 亚种
- 棕腹树鹊云南亚种（学名：Dendrocitta vagabunda kinneari）。在中国大陆，分布于云南等地。该物种的模式产地在缅甸南部的Toungoo。[3]